# آرتاوازد که‌فچیان
آرتاوازد میکائلی که‌فچیان (ارمنی: Արտավազդ Միքայելի Քեֆչյան؛ انگلیسی: A. Kefchiyan؛ ۲۷ مهٔ ۱۹۰۶ – ۲۵ نوامبر ۱۹۵۶) یک بازیگر اهل ارمنستان بود. وی بین سال‌های ۱۹۳۵ تا ۱۹۵۵ میلادی فعالیت می‌کرد.

## زندگی‌نامه
وی در ۲۷ مهٔ ۱۹۰۶  زاده شد . وی در ۲۵ نوامبر ۱۹۵۶ در سن ۵۰ سالگی در مسکو درگذشت و در گورستان ارامنه مسکو به خاک سپرده شد.

## گزیده فیلمشناسی
از فیلم‌ها یا برنامه‌های تلویزیونی که وی در آن نقش داشته‌است می‌توان به پپو اشاره کرد.